# Xaro Nomdedeu Moreno
Xaro Nomdedeu Moreno (Castellón, 1948) es catedrática de matemáticas de enseñanza secundaria, profesora de matemáticas y autora de diversos libros y artículos sobre didáctica de las matemáticas, coeducación y matemáticas o historia de las matemáticas, entre otros temas.

## Trayectoria
Es profesora de matemáticas desde 1972, ha impartido clase en enseñanza secundaria y universitaria. Tuvo una vocación temprana por la enseñanza, en su época de estudiante contó con profesorado que proponían problemas interesantes y esperaban a que llegasen a la solución el tiempo necesario, fomentando así su gusto por esta ciencia. Las raíces de su forma de impartir clases están basadas en estas experiencias así como en el seno de los Movimientos de Renovación Pedagógica que bullían en España a finales de los setenta, a destacar el Grupo Cero de Valencia.
Así mismo es catedrática de matemáticas de enseñanza secundaria desde 1975, ha sido asesora de matemáticas del Centro de Profesores de Castellón, y ha impulsado y presidido la Sociedad de Profesores y Profesoras de Matemáticas. También ha sido directora del Planetario de Castellón, así como directora general de Conservación del Medio Natural de la Conselleria de Medi Ambient de la Generalidad Valenciana. Así mismo ha ocupado diversos cargos en la Junta directiva de la Organización Española para la Coeducación Matemática (OECOM “Ada Byron”).
Ha investigado y escrito sobre la situación de la mujer en la ciencia. Es autora y coautora de varios libros y numerosos artículos sobre didáctica práctica de las matemáticas, coeducación y matemáticas, recursos y materiales en el aula de matemáticas, etc.

## Obras

### Libros
- Las mil y una Hipatias. Coautora junto a María José Rivera Ortún. Editorial Nivola. Madrid, 2011
- Libro de texto sobre Didáctica de las Matemáticas, para el Grado de Educación Primaria de la Universidad Internacional Valenciana. 2007
- Manzanas y matemáticas: entretejidas. Editorial Nivola. Madrid, 2000
- Ritmos: matemáticas e imágenes. Coautora junto a Eliseo Borrás, Pilar Moreno Gómez, Antoni Albalat Salanova. Editorial Nivola. Madrid, 2002
- Sofía: la lucha por saber de una mujer rusa. Editorial Nivola. Madrid, 2004
- Buenas ideas para la clase de matemáticas. Reflexiones y materiales para unas matemáticas coeducativas. Coautora junto a María Jesús Luelmo, M.C. Rodríguez, F. Velázquez. MEC. Madrid, 1997.

### Artículos
- Bucles creativos. Suma: Revista sobre Enseñanza y Aprendizaje de las Matemáticas, ISSN 1130-488X, N.º 68, 2011, págs. 125-130

- El hilo de Ariadna: una anillo misterioso. Suma: Revista sobre Enseñanza y Aprendizaje de las Matemáticas,  1130-488X, N.º 67, 2011, págs. 123-128
- Mujeres en el Ágora. Dossiers feministes,  1139-1219, N.º 14, 2010 (Ejemplar dedicado a: Mujeres y ciencias), págs. 69-80
- El hilo de Ariadna: la rueda de la fortuna. Suma: Revista sobre Enseñanza y Aprendizaje de las Matemáticas,  1130-488X, N.º 65, 2010, págs. 111-118
- Exposiciones de fotografía y matemáticas. Uno: Revista de didáctica de las matemáticas,  1133-9853, N.º. 52, 2009 (Ejemplar dedicado a: Exposiciones matemáticas), págs. 19-25
- El fracaso en Babel. Uno: Revista de didáctica de las matemáticas,  1133-9853, N.º. 49, 2008 (Ejemplar dedicado a: El fracaso escolar en matemáticas), págs. 37-47
- El calendario de Tai. Unión: revista iberoamericana de educación matemática,  1815-0640, N.º. 3, 2005, págs. 15-17
- Mujeres y matemáticas. Asparkia: Investigació feminista,  1132-8231, N.º 12, 2001 (Ejemplar dedicado a: Gènere, Ciència i Tecnologia), págs. 67-82
- Matemáticas cotidianas a través de historias cotidianas. Uno: Revista de didáctica de las matemáticas,  1133-9853, N.º. 26, 2001 (Ejemplar dedicado a: Historia de las matemáticas), págs. 29-36
- Matemáticas en el entorno doméstico. Educación y biblioteca,  0214-7491, Año n.º 12, N.º 118, 2000, págs. 36-41
- Algunas reflexiones sobre género y las matemáticas en el aula. Uno: Revista de didáctica de las matemáticas,  1133-9853, N.º. 19, 1999 (Ejemplar dedicado a: Coeducación en clase de matemáticas), págs. 23-44
- Cuento: entre Magda y Mileva. Números,  0212-3096, N.º. 36, 1998, págs. 11-24
- La derivada y la integral a través del desarrollo sostenible. Suma: Revista sobre Enseñanza y Aprendizaje de las Matemáticas,  1130-488X, N.º 29, 1998, págs. 107-116
- Matemáticas y coeducación. Uno: Revista de didáctica de las matemáticas,  1133-9853, N.º. 6, 1995 (Ejemplar dedicado a: Matemáticas y e2000 Fotografía y matemáticasjes transversales), págs. 13-26

### Exposiciones
- Un paseo por el infinito[5]

## Premios y reconocimientos
2000 Fotografía y matemáticas
2007 Concesión del premio Soler i Godes a la Innovación Educativa